# الساپ (ویرجینیا)
الساپ، ویرجینیا (به انگلیسی: Alsop, Virginia) یک منطقهٔ مسکونی در ایالات متحده آمریکا است که در ویرجینیا واقع شده‌است.